# Hannes Maxwald
Hannes Maxwald (* 6. Dezember 1968 in Attnang-Puchheim) ist ein ehemaliger Motorradrennfahrer.
Seine erste Lizenz erhielt er 1983 auf einer 80 cm³-Motocross beim KTM Cup. Zwei Jahre später folgte der erste Rennsieg in Imbach und auch der KTM Cup Gesamtsieg. Im OSK Pokal 1985 wurde er Gesamtzweiter in der 80 cm³-Klasse punktegleich mit Rupi Walkner, hatte jedoch einen Sieg weniger. 1990 steig er um von Cross zu Road Racing. Er fuhr mit einer Suzuki GSX-R Bj. 88, die er sich einem Freund ausgeborgt hatte. Im Winter 1990/91 absolvierte er ein Training (Dirt Track) bei Kenny Roberts sr. in den USA. 1991 fuhr er in der 250er Klasse auf Yamaha mit Bartol Kit und errang bei den Österreichischen Meisterschaften den 3. Platz. Bei den Europameisterschaften in Salzburg schaffte er einen 7. Platz. Von Januar bis Februar 1992 verbrachte er erneut 6 Wochen bei Kenny Roberts in den USA. 1995 folgte sein Einstieg in Enduro mit einer KTM 250 EXC. Er wurde österreichischer Enduro-Meister 1995, 1996 und 1997. Bei den Six Days 1997 in Italien holte er eine Silbermedaille. Seinen ersten Supermoto-Kontakt hatte er 1996 mit Klaus Kinigadner und Beat Gautschi am A-1 Ring. Ein Jahr später absolvierte er sein erstes Supermoto-Rennen auf einer 380er KTM mit Motocross-Bremsanlage und Pirelli MT 60-Reifen.
Hannes Maxwald beendete Ende 2007 seine 25 Jahre dauernde Motorsportkarriere mit seinem fünften Supermoto-Staatsmeistertitel, seinem dritten in Serie. Er errang alle seine Staatsmeistertitel, sowohl im Enduro- als auch im Supermotosport auf Erzeugnissen des österreichischen Herstellers KTM.

## Erfolge
- 1999 Erster Supermoto-Staatsmeister Österreichs
- 2001 Staatsmeister S 1
- 2005 Staatsmeister S 1
- 2006 Staatsmeister S 1
- 2007 Staatsmeister S 2[2]